# 鷹見緋沙子
鷹見 緋沙子（たかみ ひさこ）は、日本の小説家、推理作家。
著書に書かれた略歴以外は正体不明の覆面作家であったが、実態は中島河太郎を相談役として生まれた、大谷羊太郎、草野唯雄、天藤真の共用ペンネームである。当然、著書に書かれている略歴（1943年神奈川県横浜市生まれ、東京女子大学中退等）はすべて架空のものである。

## 著作
大半の作品は大谷羊太郎により執筆された。『わが師はサタン』及び短編「覆面レクイエム」は天藤真、『最優秀犯罪賞』は草野唯雄が執筆した。
- 死体は二度消えた（1975年）
- わが師はサタン（1975年）
- 最優秀犯罪賞（1975年）
- 闇からの狙撃者（1981年）
  - 短編「覆面レクイエム」併録
- 姿なき謀殺者（1983年）
- 悪女志願（1981年）
- 血まみれの救世主（1985年）
- 不倫夫人殺人事件（1986年）
- 悪霊に追われる女（1987年）